# Prága villamosvonal-hálózata
Prága villamosvonal-hálózata Csehország legnagyobb hálózata, teljes hossza eléri a 142 km-t. 25 nappali és 9 éjszakai vonalból áll. Az első lóvasutat 1875-ben, az első elektromos villamost 1891-ben adták át. A járműveket a Dopravní podnik hlavnívo města Prahy (DPP) üzemelteti.

## Jelenlegi hálózat
- 26 nappali vonal (számozása 1 és 26 között)
- 9 éjszakai vonal (számozása 91 és 99 között)
- 2 nosztalgia vonal (41 és 42; a 41-es csak márciustól novemberig jár hétvégenként)[4][5]

A nappali járatok üzemideje általában hajnali 3:30 és másnap hajnali 1 óra közé esik. A legtöbb járat egész nap, de van néhány, amely csak a csúcsidőben illetve bizonyos időszakokban közlekedik.

## Története

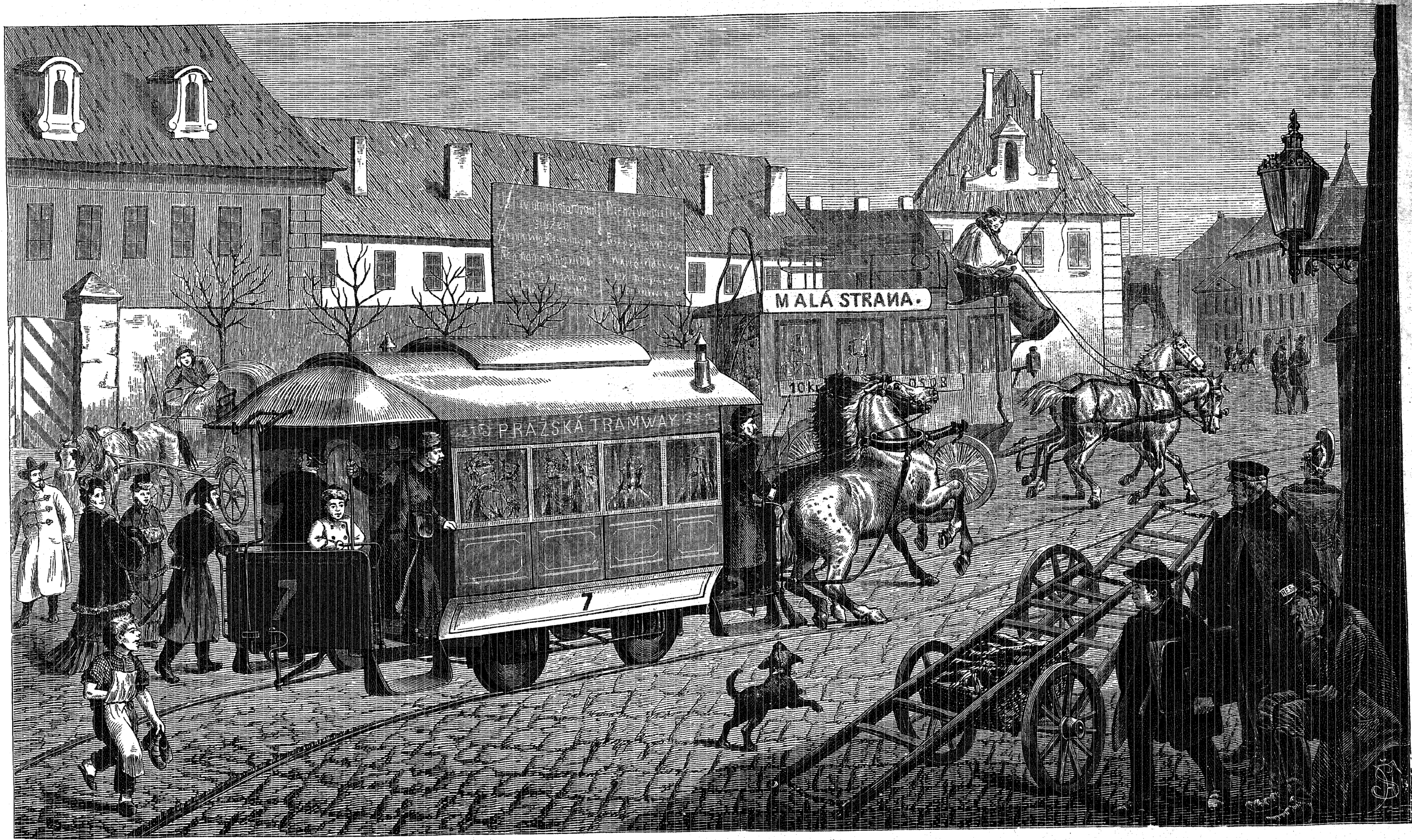
Lóvasút Prágában 1876-ban

### A kezdetek
1875. szeptember 23-án kezdte meg működését az első lóvasút Prágában a Karlín és a Nemzeti Színház között. A vonalnak a tulajdonosa Eduard Otlet volt Belgiumból. A vágányok körülbelül a mai B jelzésű metróvonal nyomvonalát követték. 1876-ban bővítették a vonalat a Nemzeti Színháztól a Smíchov vasútállomásig. 1882-ben már Vinohrady és Žižkov között jártak a járatok. 1883-ban a hálózat hossza elérte a 19,43 km-t.

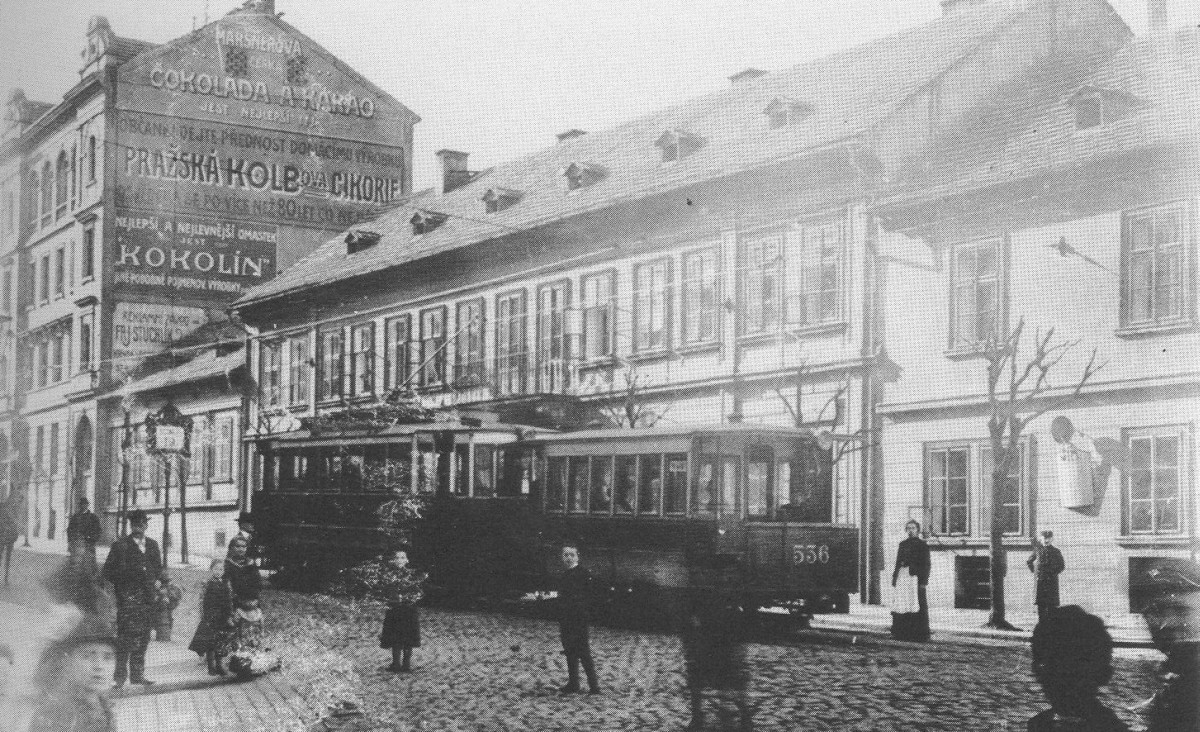
Villamos pótkocsival a korai 20. században

### Elektromos kocsik
1891-ben adták át az első elektromos vonalat a Letná park közelében. 1869-ben megnyitották a második, ám fontosabb villamosvonalat Florenc és Libeň között, mely összekötötte az ipari negyedet a lakónegyedekkel. Ezután a prágai villamosvonalak gyorsan épültek, sorra nyitották meg az új vonalakat. 1898-ban megvásárolta a lóvasutat a villamosokat üzemeltető cég, ezután már ezen a vonalon is elektromos kocsik jártak. A 20. század elején kialakult a monopólium a városi személyszállításban. A kezdetekor villamosították a lóvasutat, majd Otlet vonala is a városé lett. Az utolsó privát vonal 1907-ben került a városhoz. A villamosítási munkálatokat már 1905-ben befejezték. Az utolsó lóvasút útvonal a Károly hídon még 1908-ig működött, de már villamosított pályán.

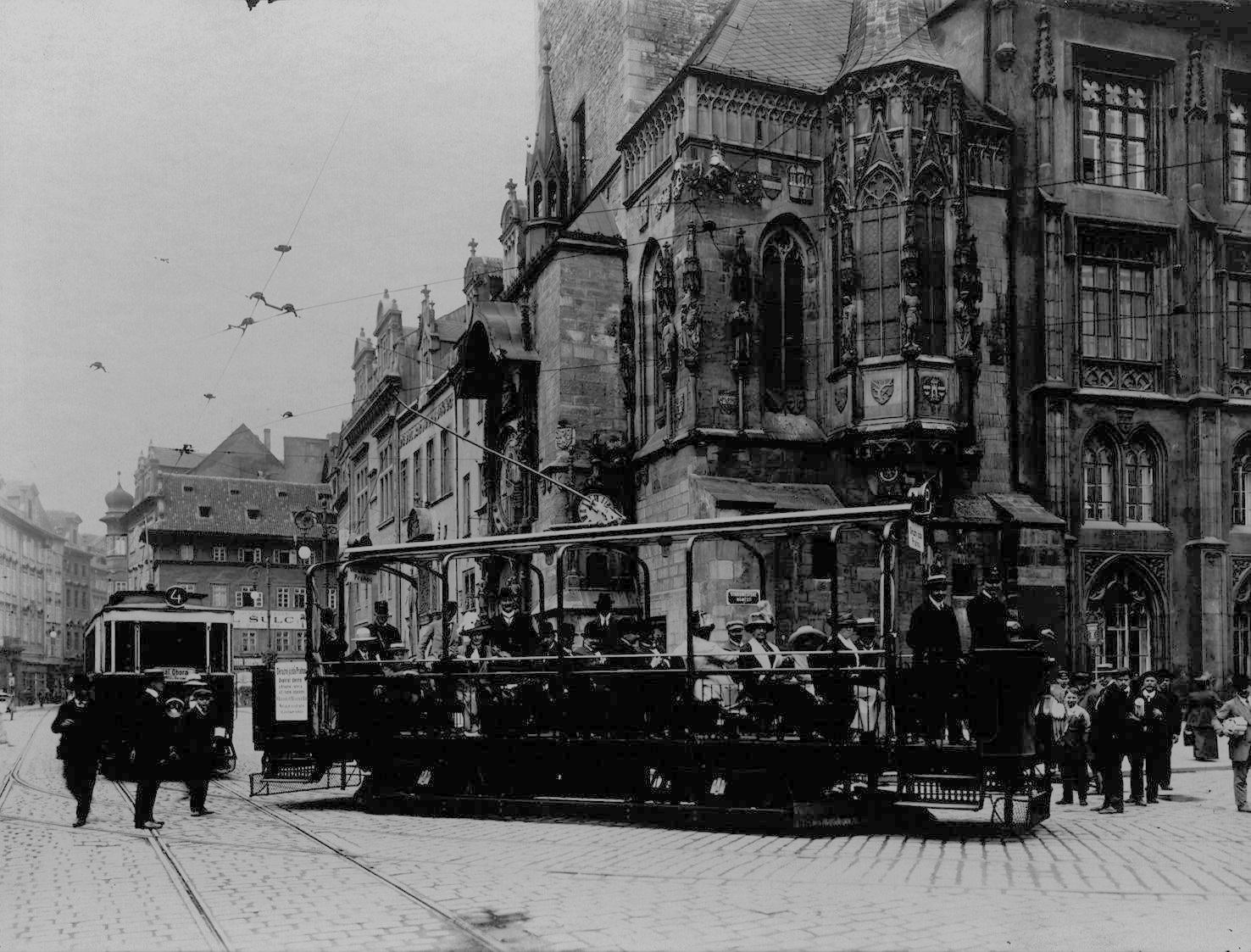
Egy nyitott villamos az óvárosban, 1913

### Első világháború
A háború új kihívásokat adott a villamoshálózatnak, ugyanis a villamosok háborús anyagokat, üzemanyagot, nyersanyagot illetve élelmiszert szállítottak. Ráadásul a lőszerekhez szükséges fémeket egyes villamoskocsik beolvasztásával állították elő. 

### A század végén
A háború után – a 60-as években – föld alatti útvonalakat is építették, de az építkezések befejezésével úgy döntöttek, hogy nem a villamoshálózat használhatja a pályát, hanem teljes értékű metróhálózatot kívánnak kialakítani. Ebben az időben sok fontos vonalszakasz megsemmisült, a Vencel téri részt is beleszámítva. Ugyanakkor a kommunista rendszer vezetői elkezdték rendelni az új villamosszerelvényeket, például a Tatra KT8D5-t, valamint a Tatra T3-at. Ezzel egy időben új vágányokat raktak le, a legtöbb el is készült a bársonyos forradalomig. A forradalom utáni időkben nem nyitottak új szakaszokat, mert a pénzt a meglévő hálózat fenntartására illetve felújítására fordították. A modernizáció még mindig nem ért véget, ezért nyaranta jelentős felújítási munkálatok zajlanak.

## Infrastruktúra

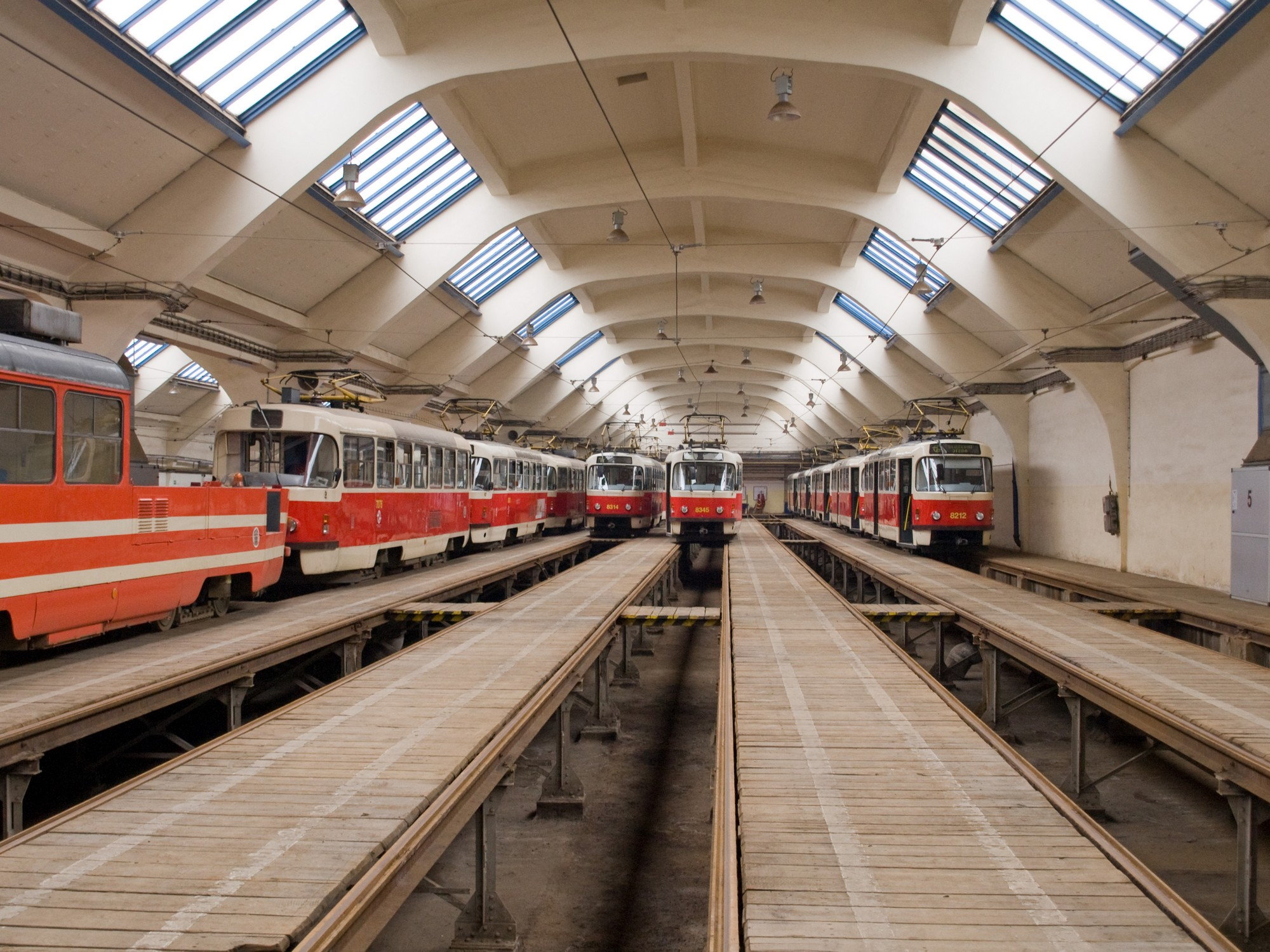
Pankrác kocsiszín belülről

A hálózathoz hét aktív kocsiszín tartozik:
- Hloubětín
- Kobylisy
- Motol
- Pankrác
- Strašnice
- Vokovice
- Žižkov

A Střešovice kocsiszínt már nem használják, de itt található a Prágai Közlekedési Múzeum.

## Járművek
| Kép | Típus       | Altípusok                                                                              | Pályaszám | Kocsiszín                                                 | Forgalomban |
| --- | ----------- | -------------------------------------------------------------------------------------- | --- | --------------------------------------------------------- | ----------- |
|     | Tatra T3    | Tatra T3 Tatra T3SUCS Tatra T3M Tatra T3M.2-DVC Tatra T3R.P Tatra T3R.PV Tatra T3R.PLF | T3 67xx-69xx (visszavont) T3SU 7001-7020 T3SUCS 7021-7292 T3M 8005-8106 T3RP 8211-8245, 8300-8554, T3R.PV 8151-8181 T3R.PLF 8251-8258 | Hloubětín, Pankrác, Strašnice, Kobylisy, Vokovice, Žižkov | 550         |
|     | Tatra KT8D5 | Tatra KT8D5 Tatra KT8D5R.N2P                                                           | 9001-9048 9051-9098 (modernizált) | Hloubětín                                                 | 47          |
|     | Tatra T6A5  | Tatra T6A5                                                                             | 8600-8750 | Motol, Strašnice, Žižkov                                  | 150         |
|     | Škoda 14T   | Škoda 14T                                                                              | 9111-9170 | Motol                                                     | 60          |
|     | Škoda 15T   | Škoda 15T                                                                              | 9201- | Pankrác, Vokovice                                         | 100+        |

## Vonalak
| Nappali járatok  | Nappali járatok       | Nappali járatok    |
| Viszonylat       | Végállomások          | Végállomások       |
| ---------------- | --------------------- | ------------------ |
| 1                | Sídliště Petřiny      | Kobylisy           |
| 2                | Sídliště Petřiny      | Nádřazí Braník     |
| 3                | Sídliště Modřany      | Březiněveská       |
| 4                | Slivenec              | Kubánské náměstí   |
| 5                | Slivenec              | Vozovna Žižkov     |
| 6                | Nádraží Holešovice    | Kubánské náměstí   |
| 7                | Radlická              | Lehovec            |
| 8                | Nádraží Podbaba       | Starý Hloubětín    |
| 9                | Sídliště Řepy         | Spojovací          |
| 10               | Sídliště Řepy         | Sídliště Ďáblice   |
| 11               | Spořilov              | Spojovací          |
| 12               | Lehovec               | Sídliště Barrandov |
| 13               | Čechovo náměstí       | Olšanské Hřbitovy  |
| 14               | Spořilov              | Nádraží Holešovice |
| 15               | Kotlářka              | Olšanské hřbitovy  |
| 16               | Sídliště Řepy         | Ústřední dílny DP  |
| 17               | Libuš                 | Vozovna Kobylisy   |
| 18               | Nádraží Podbaba       | Vozovna Pankrác    |
| 19               | Pankrác               | Depo Hostivař      |
| 20               | Dědina                | Sídliště Barrandov |
| 21               | Radlická              | Sídliště Modřany   |
| 22               | Bílá Hora             | Nádraží Hostivař   |
| 23               | Královka              | Zvonařka           |
| 24               | Náměstí Bratří Synků  | Vozovna Kobylisy   |
| 25               | Bílá Hora             | Výstaviště         |
| 26               | Dědina                | Nádraží Hostivař   |
| 31               | Vysočanská            | Spojovací          |
| Éjszakai járatok |                       |                    |
| 91               | Divoká Šárka          | Nádraží Strašnice  |
| 92               | Lehovec               | Levského           |
| 93               | Sídliště Ďáblice      | Vozovna Pankrác    |
| 94               | Lehovec               | Slivenec           |
| 95               | Vozovna Kobylisy      | Ústřední dílny DP  |
| 96               | Sídliště Petřiny      | Spořilov           |
| 97               | Bílá Hora             | Nádraží Hostivař   |
| 98               | Spojovací             | Sídliště Řepy      |
| 99               | Sídliště Řepy         | Zahradní Město     |
| Nosztalgiajárat  |                       |                    |
| 41               | Výstaviště Holešovice | Vozovna Střešovice |
| 42               | Dlabačov              | Dlabačov           |

## Fordítás
- Ez a szócikk részben vagy egészben  a   Trams in Prague című angol Wikipédia-szócikk fordításán alapul.  Az eredeti cikk szerkesztőit annak laptörténete sorolja fel. Ez a jelzés csupán a megfogalmazás eredetét és a szerzői jogokat jelzi, nem szolgál a cikkben szereplő információk forrásmegjelöléseként.